# 总堡乡
总堡乡，是中国青海省海东市民和回族土族自治县下辖的一个乡镇级行政单位。

## 行政区划
总堡乡下辖以下地区：
三垣村、三家村、垣坡村、高家村、中垣村、总垣村、深巴村、总堡村、台尔哇村、占沟村和哈家村。